# Diga di Hakusui
La diga di Hakusui (白水 ダ ム ?, Hakusui damu) è una diga sul fiume Ōno, nella prefettura di Ōita, in Giappone. È una diga murarie a gravità con un'altezza di 13,9 metri.

## Storia
La costruzione iniziò nell'aprile 1934 e fu completata nel marzo 1938 su progetto e supervisione di Yasuo Ono, un ingegnere civile della prefettura di Ōita. Il 13 maggio 1999 è stato designato come bene culturale importante del Paese.